# Віртуальна реальність

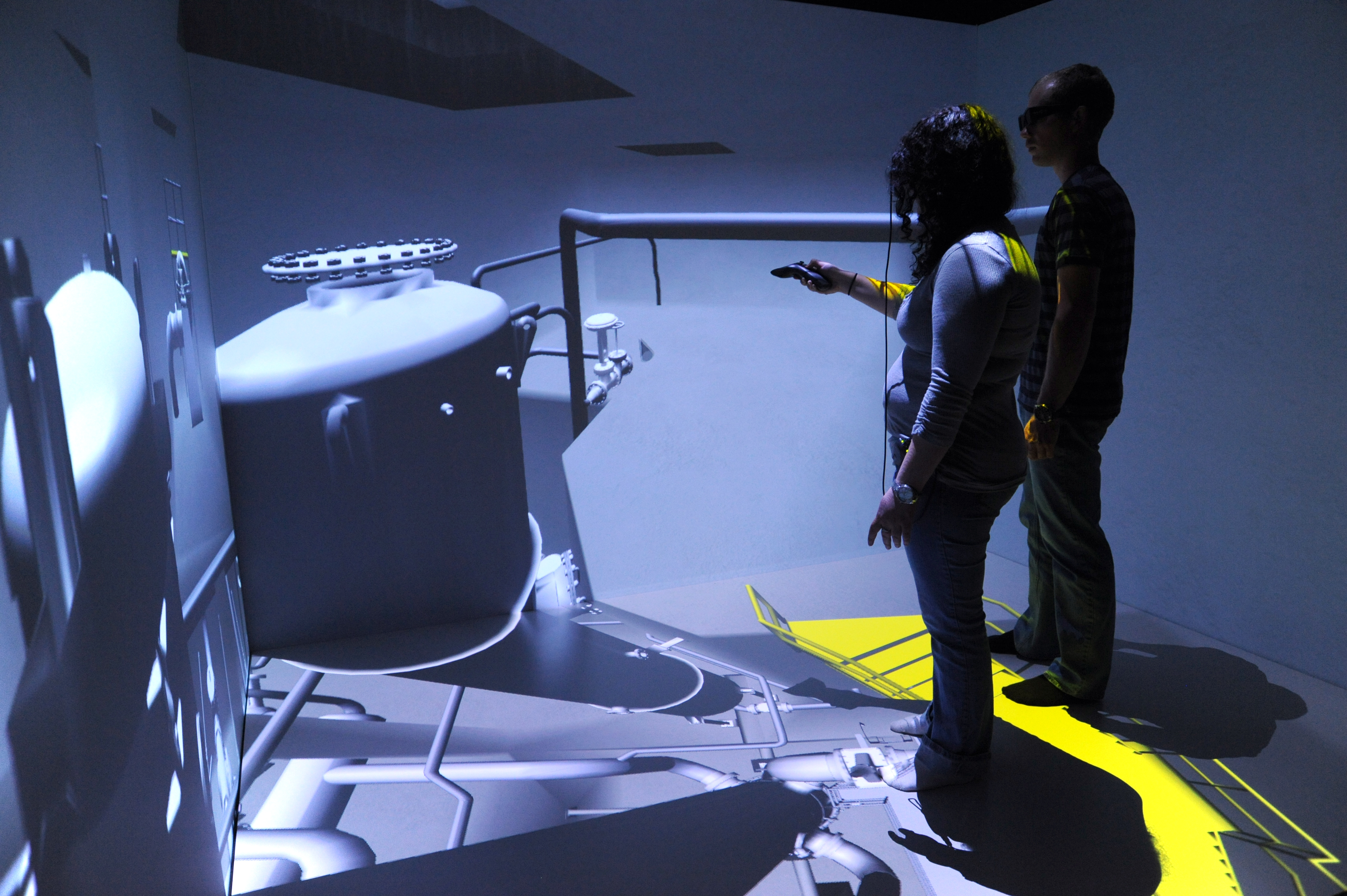
Кімната віртуальної реальності

Віртуа́льна реа́льність (англ. virtual reality, VR) — різновид реальності в формі тотожності матеріального й ідеального, що створюється та існує завдяки іншій реальності. У вужчому розумінні — ілюзія дійсності, створювана за допомогою комп'ютерних систем, які забезпечують зорові, звукові та інші відчуття.

## Характеристики віртуальної реальності
Поняття віртуальної реальності походить від «віртуальність», що початково позначало в схоластиці зв'язок між реальностями, що належать до різних рівнів, переважно між реальністю божественною і земною. У другій половині ХХ століття під віртуальністю стали розуміти можливе, потенційне, умоглядне. З 1980-х поширився термін «віртуальна реальність» для позначення комп'ютерних систем, що дають користувачеві інтерактивне стереоскопічне зображення. Зрештою його головним значенням стала імітація дійсності з допомогою комп'ютера і різних пристроїв, що діють на органи чуття.
Існують різні підходи до розуміння віртуальної реальності. Різні дослідники описують її як справжнє буття, небуття, неповне буття. Н. А. Носов визначав такі характеристики віртуальної реальності, що вважаються в сучасних дослідженнях основними:
- Породженість — віртуальна реальність створюється активністю іншої реальності, зовнішньої щодо неї (константної);
- Актуальність — віртуальна реальність існує тільки «тут і тепер», поки активна константна реальність;
- Автономність — у віртуальній реальності свій час, простір і закони існування, що можуть бути відмінними від таких у константній реальності;
- Інтерактивність — віртуальна реальність може взаємодіяти з іншими реальностями, в тому числі і з тією, що її створює[1].

До них часом додаються такі, як перетвореність (віртуальна реальність є перетворена інша реальність), спостережуваність (вона є реальністю, якщо її можна сприймати органами чуття), потенційність (вона є тим, що можливе, але не втілене), символічність, відмінність від справжньої реальності, ірраціональність.

## Технології створення віртуальної реальності

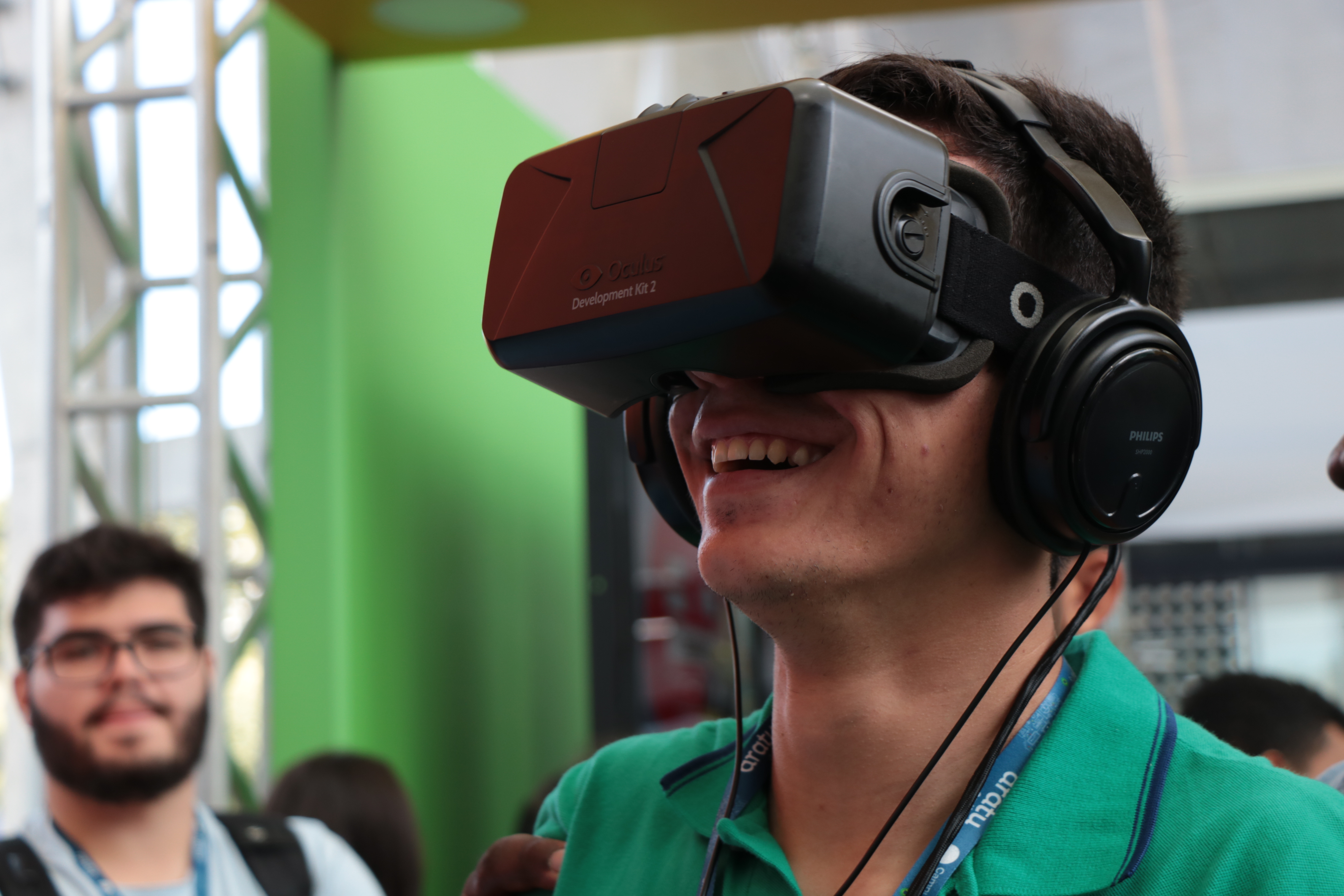
Чоловік у шоломі віртуальної реальності

Окуляри й шоломи віртуальної реальності — переважно такі пристрої складаються з двох невеликих екранів, розташованих кожен перед оком. Екрани показують дещо зміщені одне відносно іншого зображення того самого об'єкта, створюючи ілюзію тривимірного простору. В шоломах можуть також міститися навушники, акселерометри, датчики положення. Такі пристрої можуть бути самостійними (наприклад AuraVisor), або ж додатковими до персональних комп'ютерів чи смартфонів (Oculus Rift, HTC Vive, Playstation VR, Google Cardboard). У разі підключення до комп'ютера слід звернути увагу на потужність відеокарти: для комфортного перебування у віртуальній реальності необхідно підтримувати FPS не нижче 60-ти (кількість кадрів в секунду). Як правило, для програм та ігор з сучасною графікою необхідні відеокарти останніх моделей, вартість яких нерідко перевищує вартість шолома (цей факт істотно сповільнює поширення технології).
Кімнати віртуальної реальності — спеціально обладнаний простір, де створене комп'ютером зображення цілком транслюється на його стіни завдяки дисплеям чи проекторам.
Рукавиці віртуальної реальності — дозволяють відслідковувати положення рук і пальців, щоб симулювати маніпуляції з віртуальними об'єктами, ніби вони справжні.
Контролери зі зворотнім зв'язком — пристрої, що за допомогою кнопок, стіків, датчиків положення тощо, дозволяють симулювати маніпуляції з віртуальними об'єктами. Завдяки вібрації можуть передавати тактильні відчуття.

## Сфери використання віртуальної реальності
- Навчання — моделювання складної чи небезпечної діяльності, наприклад, керування транспортом, хірургічних операцій[3].
- Мистецтво — віртуальна реальність має великий потенціал в сфері мистецтва завдяки можливості зображати твори без їх фізичної присутності[3]. Головні шляхи її використання[4]:
  1. Створення імерсивних виставок: VR може допомогти художникам та кураторам створити виставки з залученням одночасно як константної реальності, так і віртуальної. Це створює нові можливості для експериментування з візуальними технологіями та покращення візуального досвіду глядачів.
  2. Використання віртуальних творчих інструментів, що відкриває можливості для експериментування з формами та текстурами.
  3. Створення інтерактивних мистецьких ігор, які дозволяють гравцям взаємодіяти з творами мистецтва у віртуальному середовищі. Це відкриває нові можливості для сприйняття мистецтва та взаємодії з ним.
  4. Використання VR для віртуальної реалізації мистецьких проєктів, які дозволяють глядачам бачити та досліджувати проєкти віртуально.
- Наука — візуалізація внутрішньої будови об'єктів, молекулярних і атомних структур. Зокрема в медицині віртуальна реальність забезпечує дистанційне і точне керування інструментами[3].
- Дизайн — побудова й редагування тривимірних моделей механізмів, споруд тощо; симуляція та дослідження різних впливів на них[3].
- Розваги — віртуальні тури, екскурсії, відеоігри з ефектом занурення в ігровий світ[3].
- Військова сфера — тренування пілотів, водіїв, операторів, підрозділів з імітацією збройних сутичок тощо (наприклад, симулятор Virtual Battlespace), відтворення історичних бойових ситуацій[5].

- Медицина — в цій галузі VR найбільше застосовується для навчання лікарів, особливо хірургів[6], але можливе використання і для діагностики й лікування хвороб і розладів. Так, у Китаї віртуальну реальність використовують для лікування наркозалежних. Людям показують реалістичні сцени вживання наркотиків та їхні наслідки[7]. Окрім того, VR-окуляри використовують для діагностики психічних розладів[8].